# Ферруччи, Андреа
Андреа Ферруччи, также известный как Андреа ди Пьеро Ферруцци и Андреа да Фьезоле (итал. Andrea Ferrucci, Andrea di Piero Ferruzzi, Andrea da Fiesole; 1465, Фьезоле — 1526, Флоренция) — скульптор эпохи итальянского Возрождения, родом из Фьезоле, Тоскана. Наиболее известный представитель большой художественной семьи архитекторов и скульпторов. Двоюродный брат художника Франческо ди Симоне Ферруччи (1437—1493), у которого он учился.

## Жизнь и творчество
Согласно «Жизнеописаниям» Вазари, Андреа Ферруччи был учеником Микеле Майни, также из Фьезоле. Он работал во Флоренции, а также в Неаполе, где останавливался по разным поводам, выполняя заказы богатых аристократов при дворе вице-короля. Он был в Неаполе в 1487 году, в 1505 году и, возможно, в третий раз около 1515 года.
В 1487 году он работал по заказам короля Неаполя Фердинанда I и женился на дочери Антонио ди Джорджио Маркези (1451—1522), архитектора и военного инженера неаполитанского королевского двора. С 1512 по 1518 год он руководил работами на строительстве Флорентийского собора, для которого выполнил статую Святого Андрея. В 1519 году для архиепископа Тамаша Бакоча он предоставил проект мраморного алтаря Капеллы Бакоча в Эстергоме, которая является самым ранним и самым значительным сохранившимся зданием эпохи Возрождения в Венгрии.
В Неаполе он женился на дочери Антонио ди Джорджо Маркези, архитектора и военного инженера неаполитанского двора.
Среди его шедевров — барельефы, окружающие купель (фонте) в Соборе (Дуомо) в Пистое. Мраморные рельефы изображают сцены из жизни Иоанна Крестителя и заключены в панно внутри ниши, напоминающей фасад маленького храма.
В соборе Фьезоле имеется мраморный алтарь, а в музее Барджелло во Флоренции хранится рельеф «Святое Семейство». Другими произведениями Ферруччи являются надгробия двух представителей знатной семьи Саличети в церквях Сан-Мартино-Маджоре (1403) и Сан-Доменико (1412) в Болонье, украшения в Сан-Мартино, Неаполь, и надгробие Строцци в церкви Санта-Мария-Новелла во Флоренции, завершённая Казини и Босколи.
Андреа Ферруччи был учителем Сильвио Козини и Джованни Мангоне. Он скончался во Флоренции в 1526 году.

## Галерея

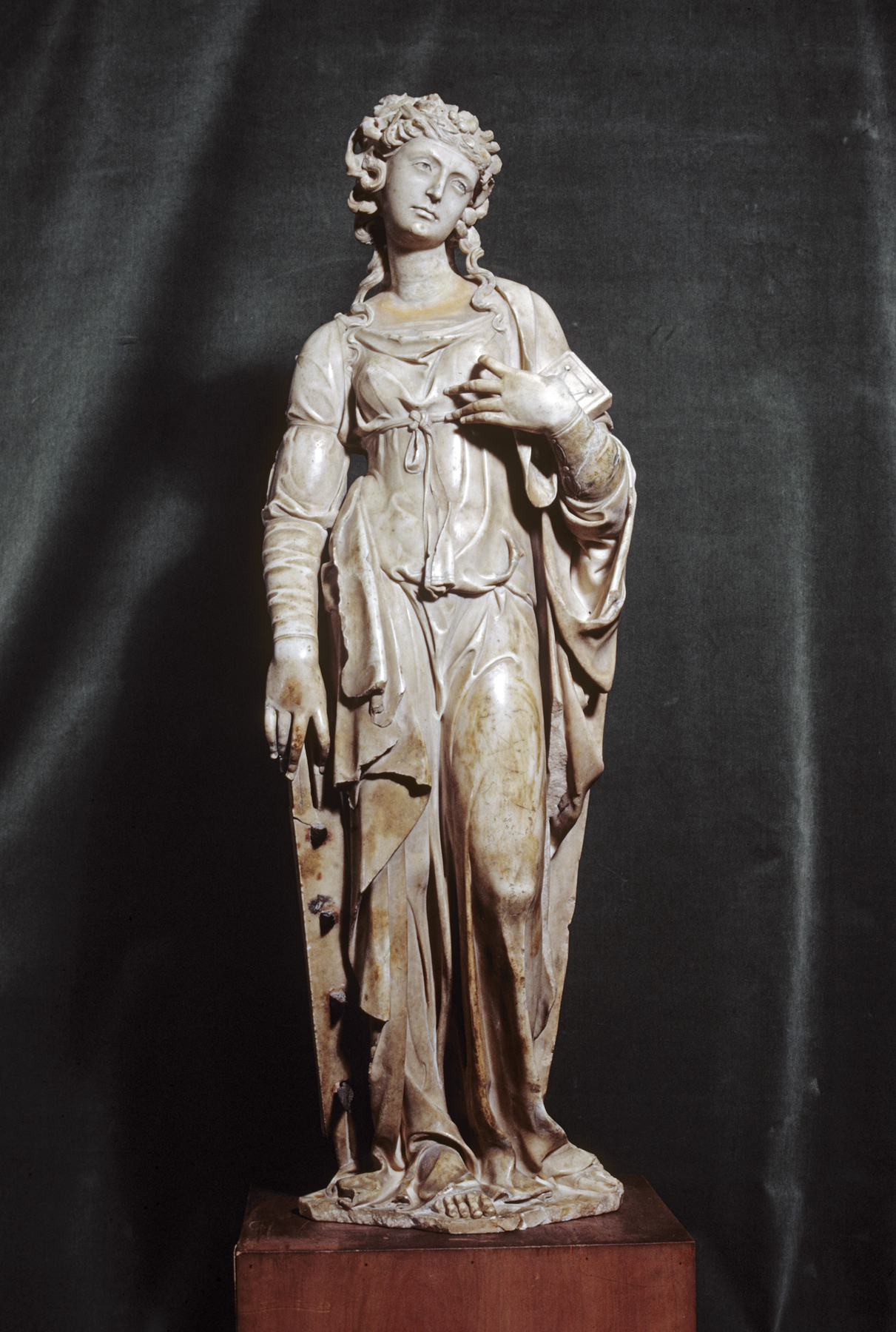
Святая Екатерина Александрийская. Ок. 1515. Мрамор. Художественный музей Уолтерса, Балтимор, США
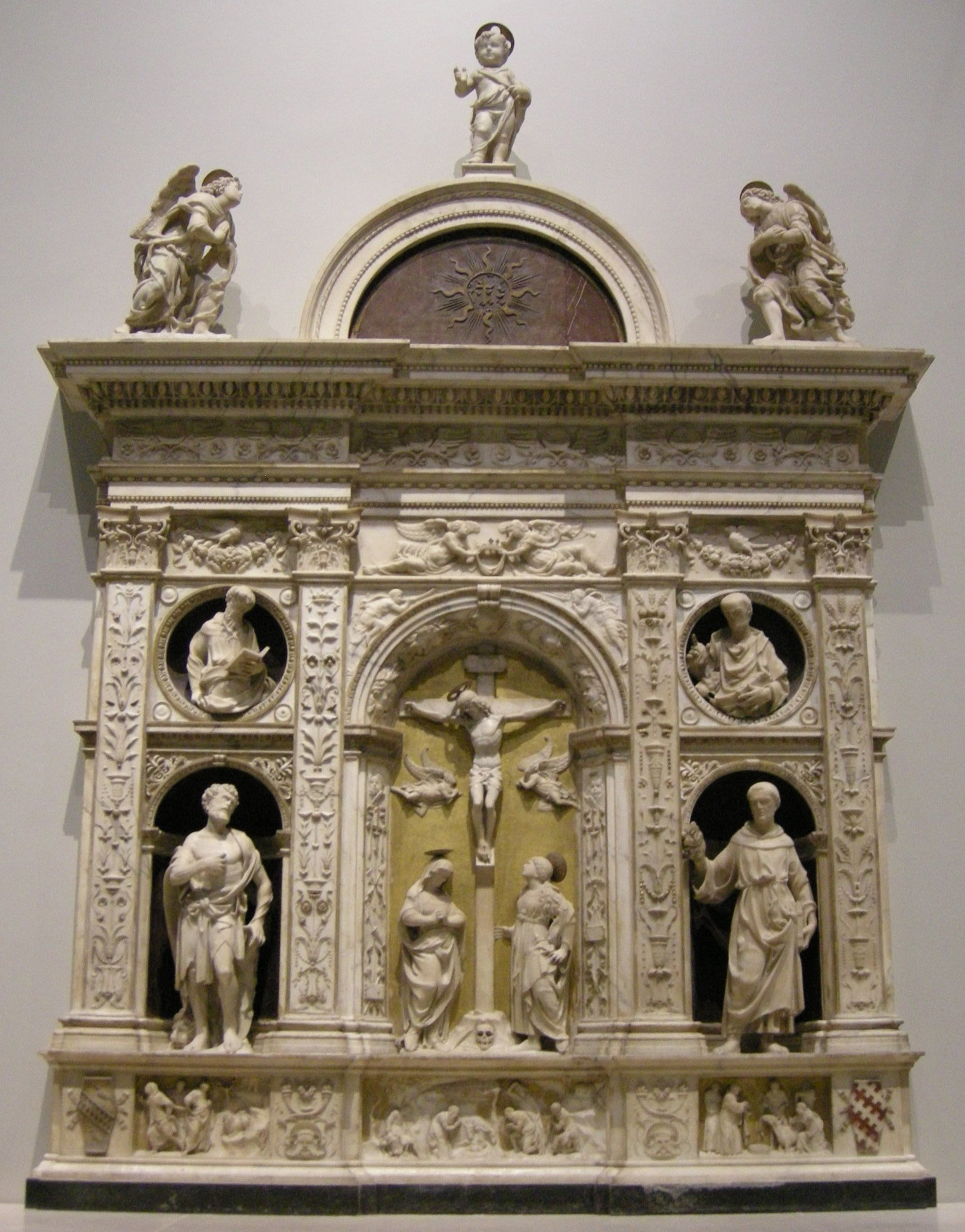
Aлтарь. Ок. 1493. Мрамор. Музей Виктории и Альберта, Лондон
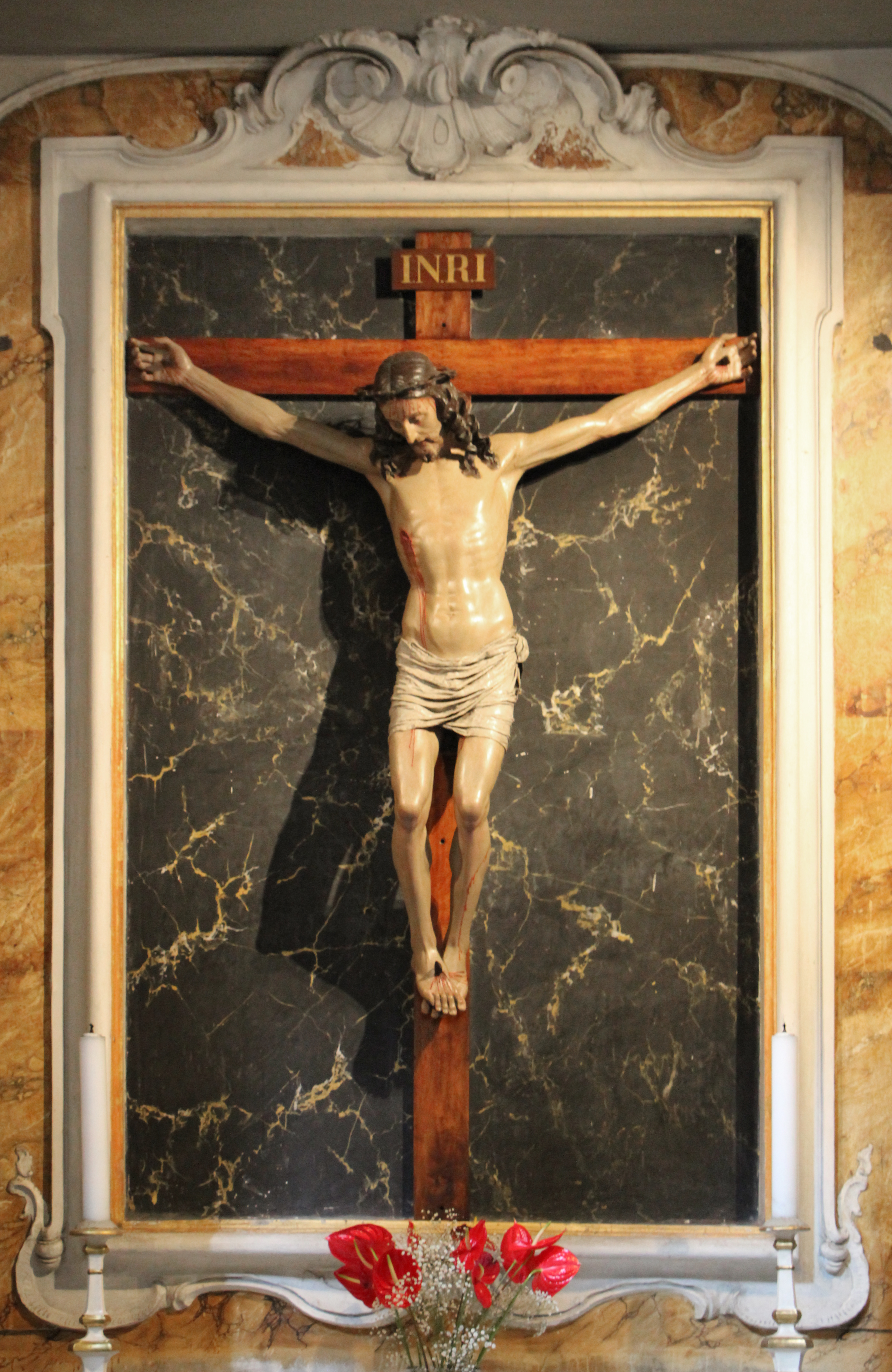
Распятие. Деталь. Ок. 1520. Дерево, роспись. Церковь Санта-Феличита, Флоренция
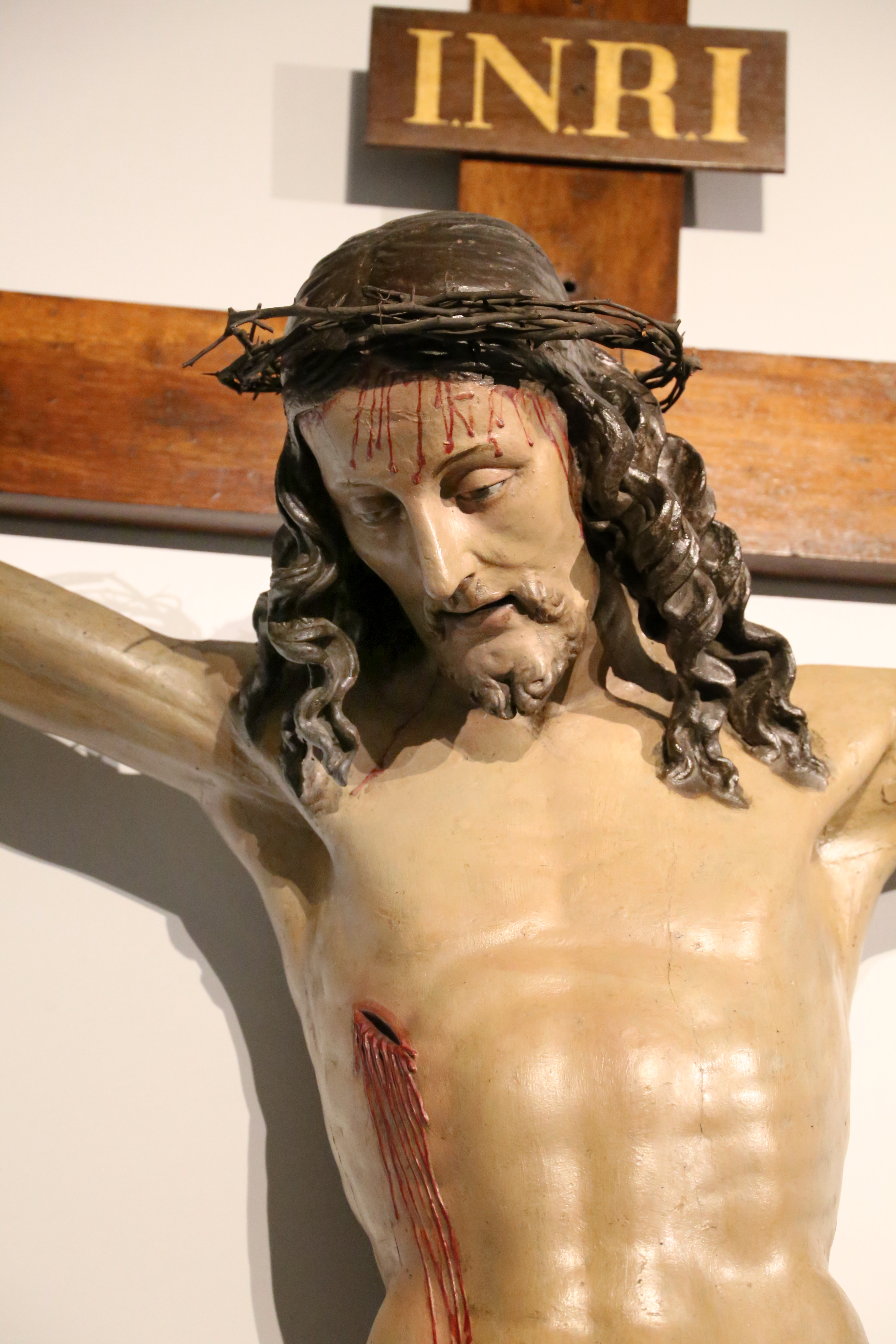
Распятие. Деталь
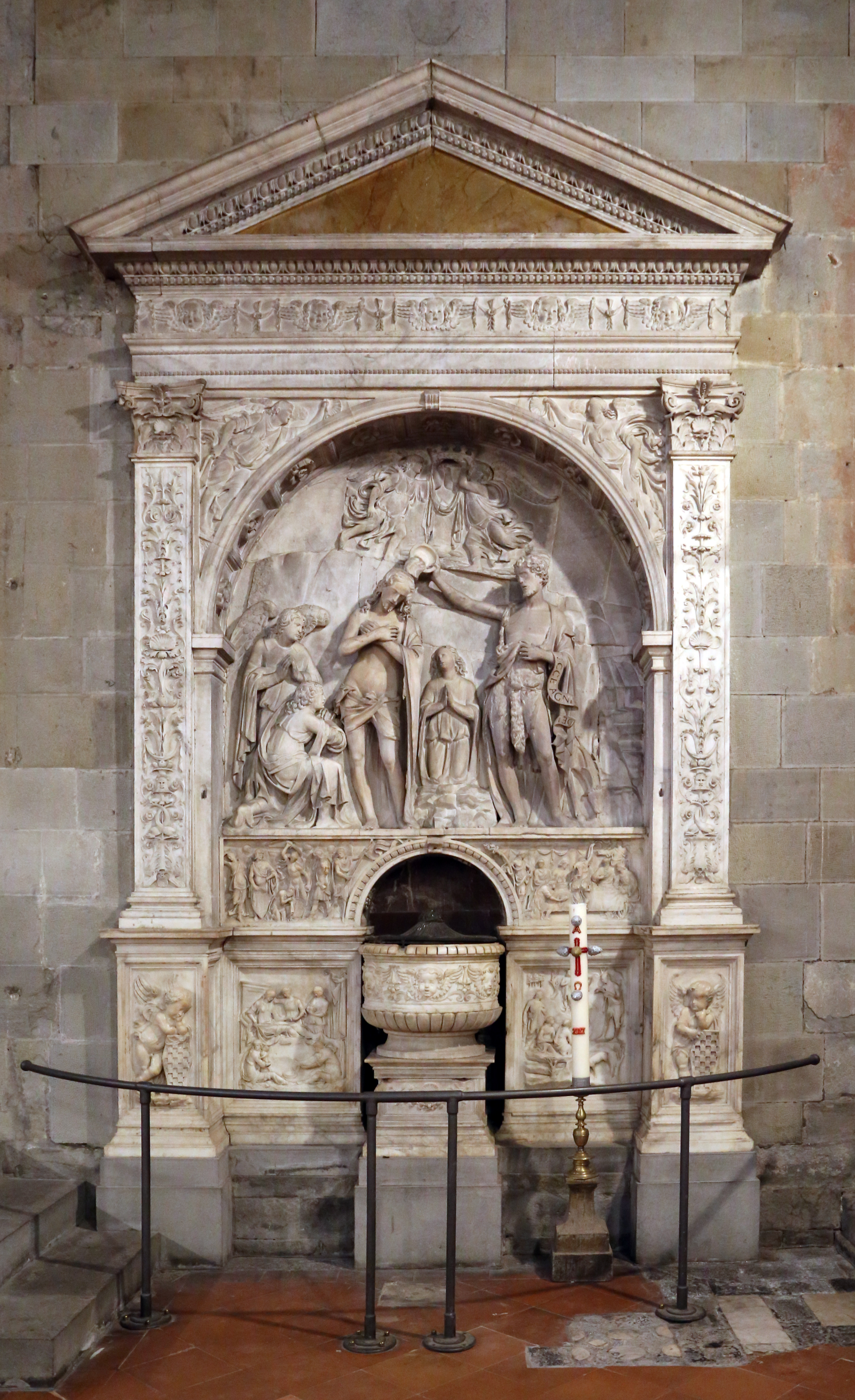
Купель (Фонте). Мрамор. Собор, Пистоя
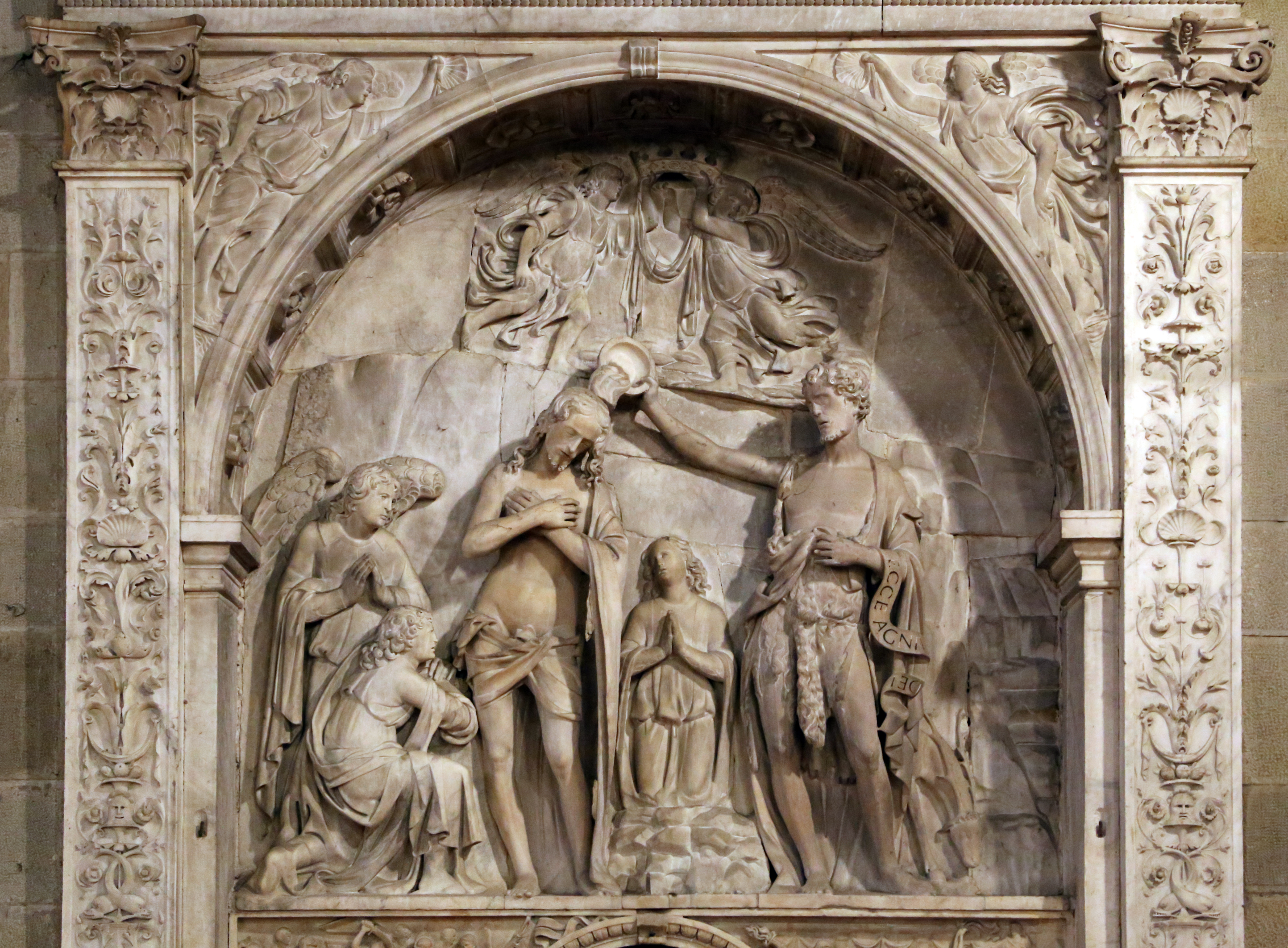
Крещение Иисуса. Центральная часть
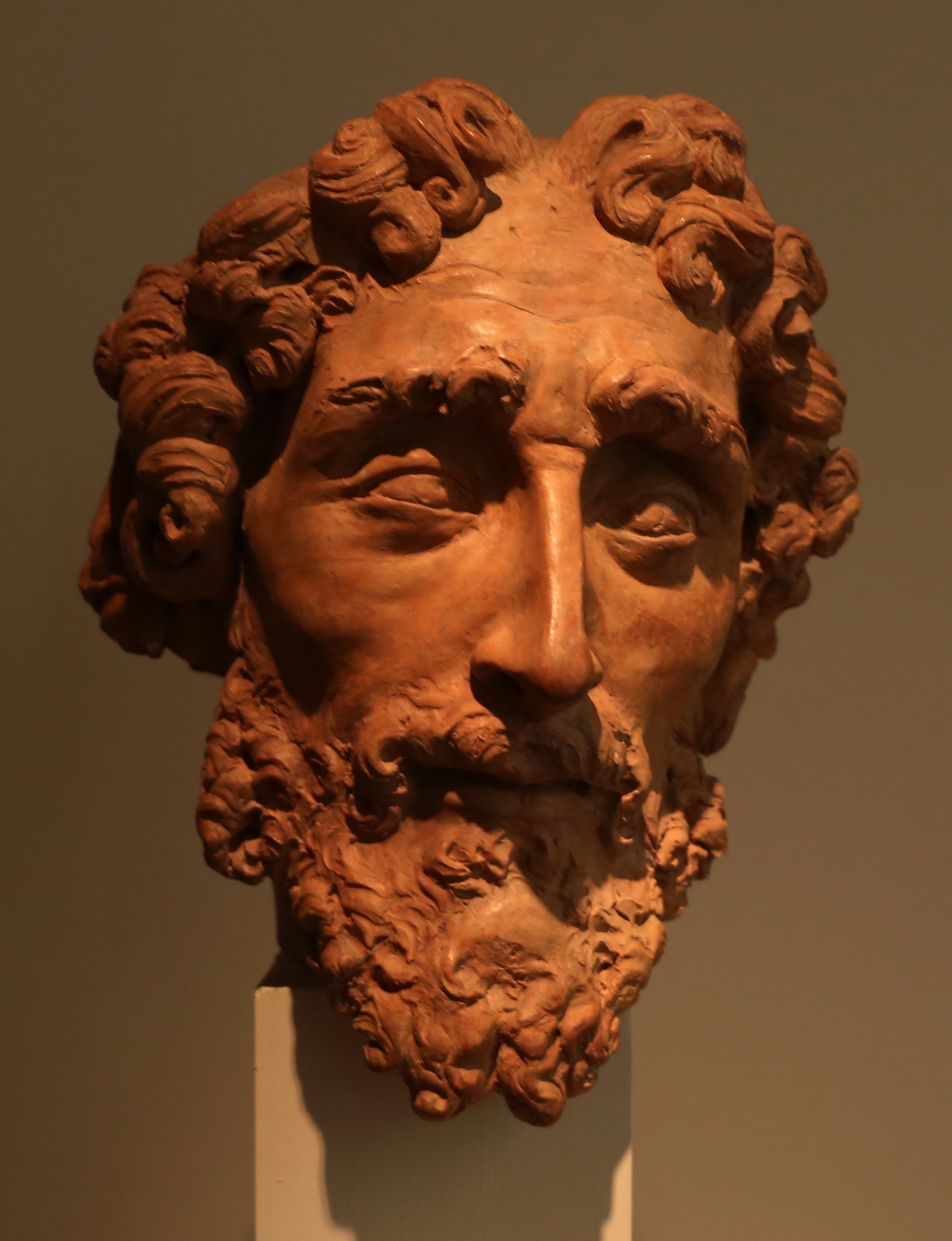
Иоанн Креститель. Ок. 1510. Терракота. Частное собрание
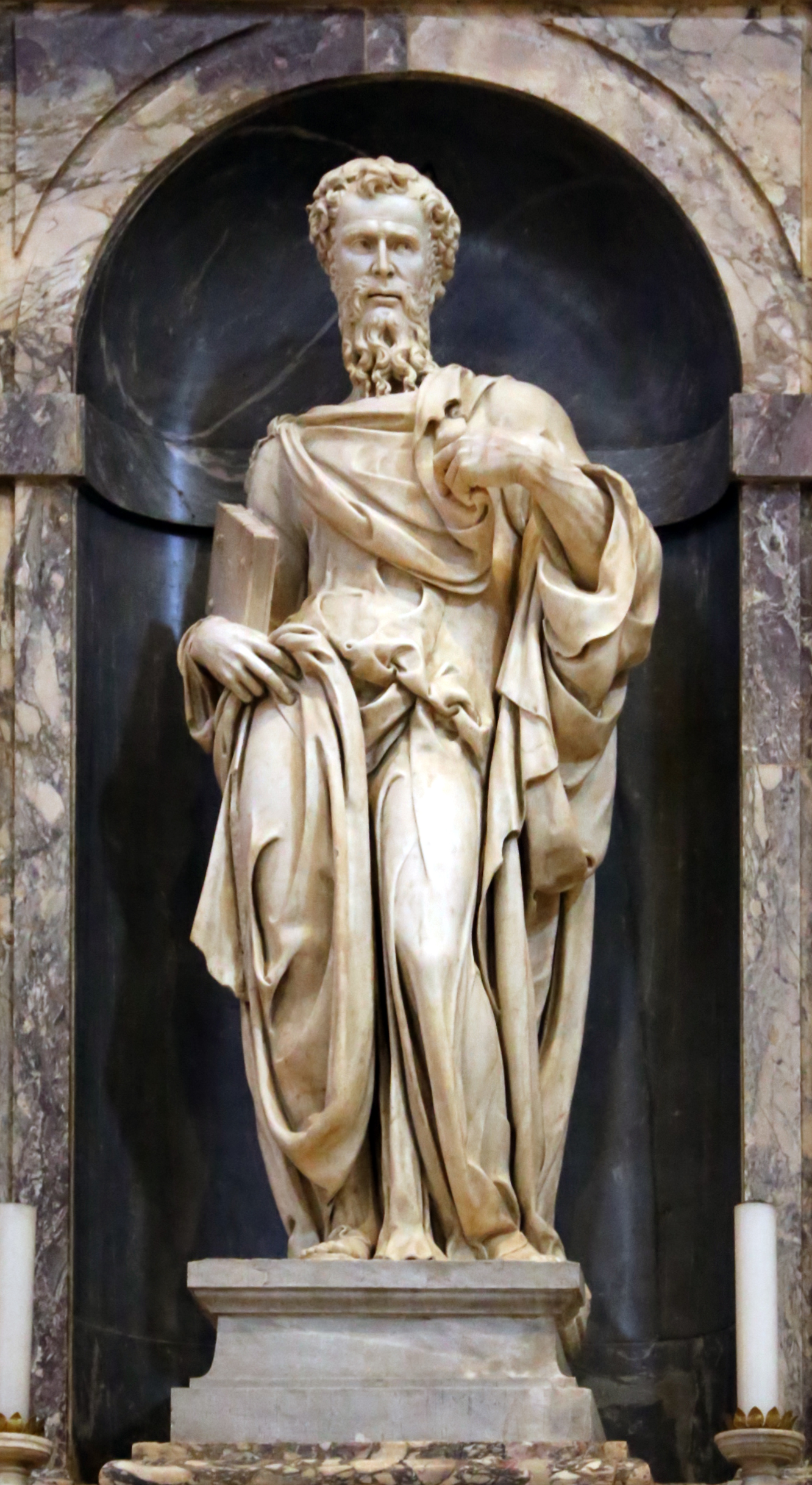
Святой Андрей. Мрамор. Собор Санта-Мария-дель-Фьоре, Флоренция
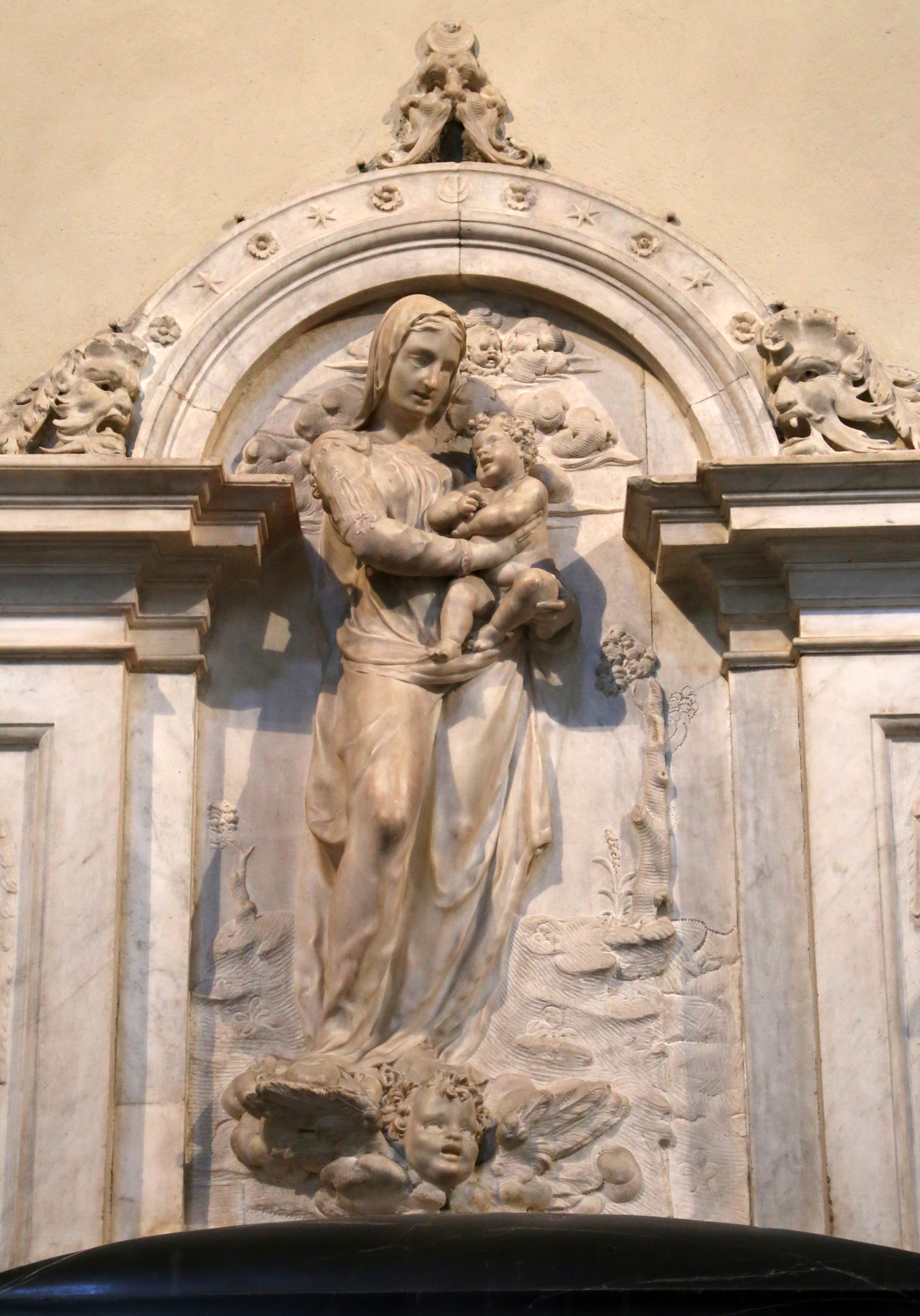
Мадонна с Младенцем. Надгробие Антонио Строцци. 1524. Церковь Санта-Мария-Новелла, Флоренция